# Texas Instruments
Texas Instruments (NYSE TXN), sovint abreviat en la indústria electrònica com TI, és una empresa estatunidenca amb base a Dallas, Texas, EUA.
L'empresa és famosa pel desenvolupament i comercialització de semiconductors i tecnologia d'ordinador, desenvolupant el primer circuit integrat l'any 1958 que fou patentant per Jack Kilby el 6 de febrer de 1959. TI actualment és el fabricant núm. 7 de semiconductors a tot el món, després de Samsung, Intel, SK Hynix, Micron, Qualcomm i Broadcom, i seguit en 8è lloc per Toshiba, i és el principal proveïdor de xips per telèfons mòbils, així com el productor nº 1 de processadors de senyal digital (DSPs) i semiconductors analògics. Altres àrees d'interès inclouen xips per electrònica mèdica, energia (incloent tecnologies solar i LED), RFID i infraestructura de telecomunicacions. El 2008, l'empresa va ser llistada al número 185 en el Fortune 500.